# Clematis wissmanniana
Clematis wissmanniana är en ranunkelväxtart som beskrevs av Hand.-mazz.. Clematis wissmanniana ingår i släktet klematisar, och familjen ranunkelväxter. Inga underarter finns listade i Catalogue of Life.